# 口袋 (單曲)
《口袋》是大塚愛的第16張單曲。2007年11月7日由艾迴發行其之。DVD版同時發售。本作沒有推出初回版。
該曲僅在2006年9月9日、2007年9月9日的大塚愛生日演唱會「【LOVE IS BORN】」上演唱過，但一直沒有將其製成單曲，被大塚愛歌迷稱為「夢幻名曲」。

## 收錄歌曲

### CD
1. 口袋 (04:51)
第五張專輯《LOVE LETTER》收錄曲。
2. 車票 (04:30)
3. LIFE - LOVE CiRCLE (03:51)
4. 口袋（演奏版） (04:51)
5. 車票（演奏版） (04:29)

### DVD
1. 口袋 Music Clip

## 排行榜
| 發行          | 排行榜            | 最高排行 | 首日/週銷售 | 總銷售 | 排行計算時間 |
| ------------- | ----------------- | -------- | ----------- | ------ | ------------ |
| 2007年11月7日 | Oricon 日銷售排行 | #4       | -           | 61,350 | 35天         |
| 2007年11月7日 | Oricon 週銷售排行 | #5       | 39,236      | 61,350 | 5個星期      |
| 2007年11月7日 | Oricon 年銷售排行 | -        | -           | -      | -            |